# 리가 차량 제작 공장

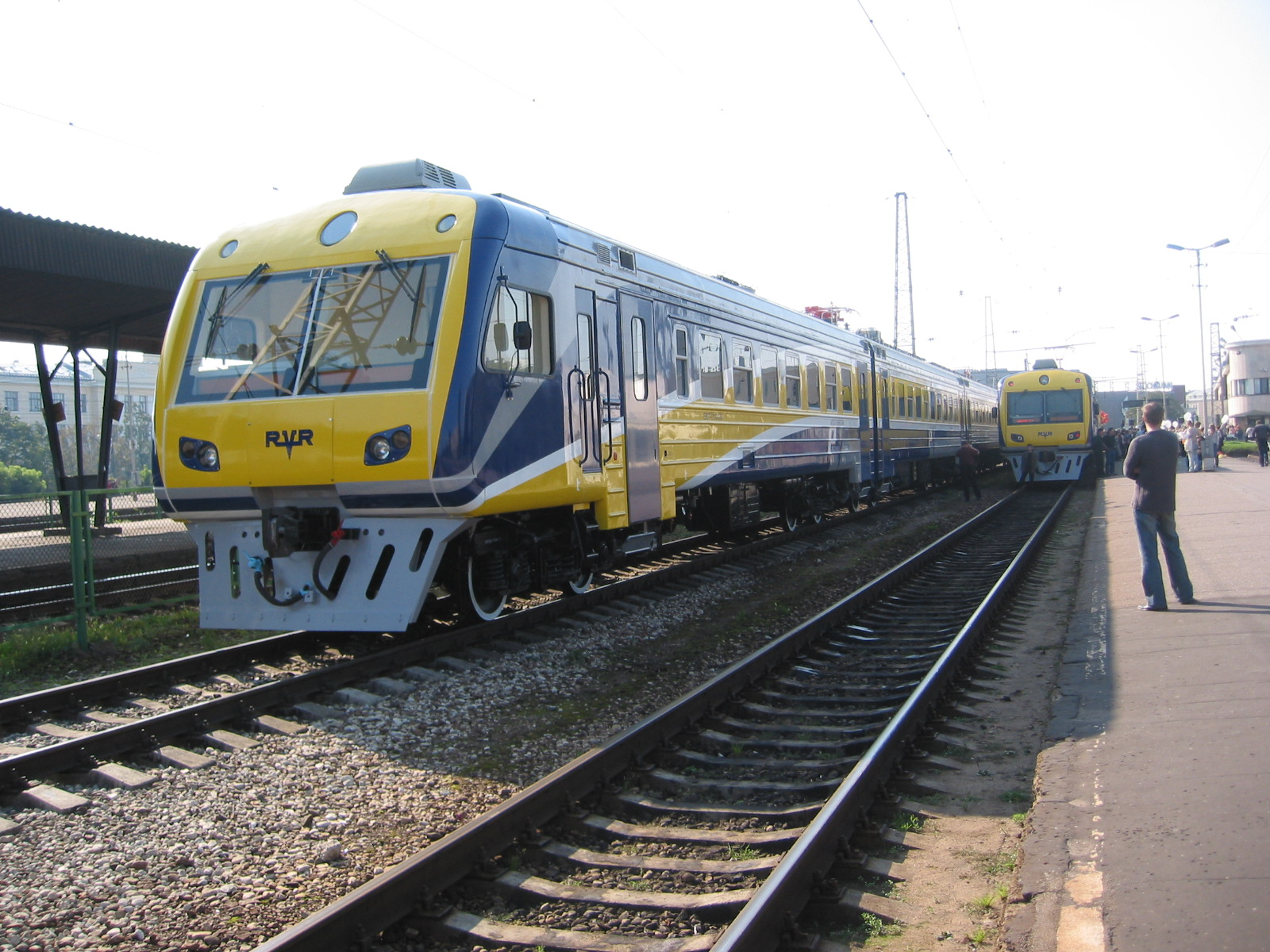
리가중앙역의 리퍼비시 ER2T 차량

리가 차량 제작 공장(Rīgas Vagonbūves Rūpnīca, RVR)은 라트비아의 철도 및 트램 차량 제조업체이다. 소련과 소련 이후 국가를 통해 사용된 동력분산식 열차와 노면전차로 유명하다. 2017년부터 운영하지 않고 있다.

## 제품

### 열차
- AR-1 첫 생산 1969
- AR-2 첫 생산 1997
- DR-1 / DR-1P / DR-1A / DR-1B (1963년부터)
- ER-1 첫 생산 1957
- ER-2 / ER-2R / ER-2T (1962년부터)
- ER-3 생산 1963
- ER-6 (1965년에 프로토타입만)
- ER-7 첫 생산 1957
- ER-9 / ER-9P / ER-9M / ER-9E / ER-9ET / ER-9T 첫 생산 1962
- ER-10 첫 생산 1960
- ER-11 생산 1965
- ER-12 첫 생산 1976
- Er-200 첫 생산 1974